# タマル (創世記)

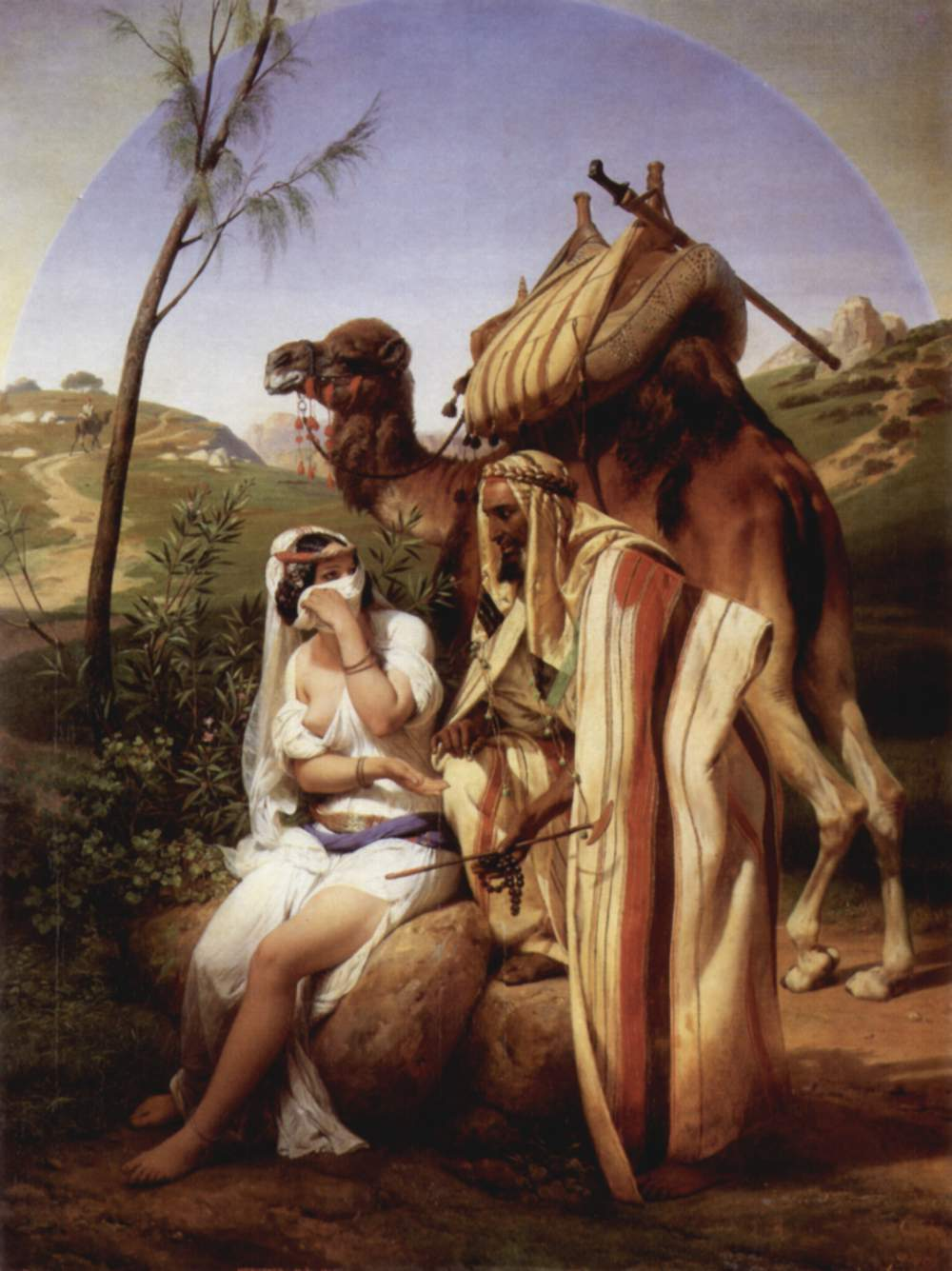
ユダとタマル（19世紀、オラース・ヴェルネ画）

タマルは、旧約聖書の『創世記』に登場する人物で、ユダの息子たちの妻。

## 人物
ユダの長男・エルと結婚するが、死別。その後、ユダは次男・オナンに対し、タマルと結婚し兄の血筋を残すよう命じる。しかし、オナンはタマルと関係を持つたびに、子種を地に流した（膣外射精）ため、神により殺される。ユダは、タマルに、三男シェラが成人するまで未亡人として実家に留まるよう命じた。（『創世記』38章）
その後、タマルはシェラと再婚する見込みがないことが判明すると、身分と姿を娼婦に偽り、ユダと関係を持つ。この時、代価の支払いの保証として、ユダの印章と杖を預かった。タマルの姦淫を密告するものがあったが、相手がユダであることが証明され処罰を免れる。タマルはペレツとゼラという双生児を出産した。（『創世記』38章）
タマルとユダの姦淫は、芸術作品のモチーフとなっている。